# ラフ・コントロール
ラフ・コントロールは、吉本興業東京本社（東京吉本）所属のお笑いコンビ。2000年結成。2016年5月から2018年3月までトリオで活動していた。

## メンバー
重岡 謙作（しげおか けんさく、1977年1月16日（48歳） - ）
立ち位置は左（トリオの時は中央）でボケ・ネタ作り担当。血液型はA型。熊本県熊本市出身。身長173cm。4人兄弟の四男。2008年4月に結婚し、子供が2人いたが、2011年12月15日に離婚した事をブログで発表。
元暴力団構成員であることを公言しており、「32歳になって初めてボールに向かってバット振った」などと自らネタとして用いるときもある。16歳の頃極道に入り、少年院を経て極道を辞める。また、上の兄弟3人も元不良で、熊本では「重岡四兄弟」と恐れられていた。
18歳で、定時制高校に入学。そこで相方の森木に出会う。中学ですでに同級生が話しかけられないほどの存在になっていた重岡にとって、更生以前の重岡を知らない森木が気軽に接してきたことに親しみを覚えたという。
上京し、まだ間もない極貧時代は、新宿の風俗案内所でアルバイトをしていた。同じ店で働いていたのが河本準一（次長課長）と、黒瀬純（パンクブーブー）である。彼らとはこの頃から親しい関係である。
2008年10月から「重岡一門」を作る。メンバーは、とにかく明るい安村（元アームストロング）、ピクニック、赤羽健一（ジューシーズ、現：サルゴリラ）、若月亮（若月）、田所仁（ライス）、松尾駿（チョコレートプラネット）。
先輩芸人の藤原一裕（ライセンス）と仲がよく、藤原の野球チーム「のりのりのりをーズ」の一員。また多田健二（COWCOW）率いる「多田軍団」の主要メンバーでもある。
2009年に入ったころからモノマネにも力を入れている。持ちネタにアントニオ猪木やアムロ・レイなどがある。他にも「重岡秀和」と称した長井秀和や、「重岡ん家」と称した我が家のパロディネタを持つ。
2019年3月よりエアコンの清掃会社を立ち上げることをTwitterで発表。
2019年7月7日、コンビ揃って一般女性との結婚を発表した（重岡は再婚である）。
プロボクサーの重岡優大・銀次朗兄弟は親戚。
森木 俊介（もりき しゅんすけ、1976年4月14日（49歳） - ）
立ち位置は右でボケ(コンビではツッコミ)担当。血液型はO型。熊本県熊本市出身。身長170cm。3人兄弟の長男。
高校を2回留年し退学（1年生を2回留年）。その後、定時制の高校へ。その編入では社会人経験が必要だったため、3か月だけ漁師をしていた。しかし実際はコンビニのバイトなどで十分だったのだが、職業といえば農業か漁業の2つしか思いつかなかった。そのため、高校には5年間通った。また3回目の留年が決まった際、当時の担任が森木の自宅に向かい泣きながら森木に「3回目の留年は出来ない、森木が行ける県内の高校は工業科の定時制か普通科の定時制の2校しか無い」と言われ森木は「お昼に行きたい」と言ったが担任から「お前にお昼は無理だ」と言われてしまった。
先輩芸人井本貴史（ライセンス）に非常に可愛がられている。
過去にまさよし（サカイスト）、菊地浩輔（チーモンチョーチュウ）とルームシェアをしていた。
極度のアホである。その実態は先輩芸人や相方である重岡の口からよく語られる。
- 「アルファベットが全部言えない」と落ち込んでいて、聞いてみると「ABCDEFJ、HIJ、ほらJが2回出てくるんだよ」と言っていた。しかもその後「KLSS、OPQRS」と、Sに至っては3回出てきた。
- 十二支を言わせてみると、「子・よし・寅・卯・辰兄（たつにい）」と言った。
- 親知らずをペンチで抜こうとして親知らずの手前の歯を抜いてしまった事がある。
- 酒井将芳と居酒屋に行った際、メニューにあった「ながいも（長芋）の唐揚げ」を見て、「ながいもの（長い物）の唐揚げって何?ホースかな?」と聞いた。
- 「うなぎ上り」の慣用句から「うなぎ」という言葉を「物凄い、とても」という意味と認識し、井本がジュースを多めに残した時に「うなぎ余りやな!」と突っ込んだ。
- また、自分の名前を英語で表現しろと言われた際、「ウッドフォー（名前に『木』が4つあるため）」と答えた。

普段はアホと評されることが多いが、感覚的分野では優れた才能を覗かせることがある。「ルールが単純なスポーツが得意」とのこと。
- ゴルフで自分の好きなように打っていたらよく飛んだが、キャディのアドバイス通りに打つようにしたら打てなくなった。
- エリートヤンキーの橘とボウリングに行った時にはスペアやターキーなどを連発し、209点というスコアを出した。

ラフ・コントロール主体のライブ（ヨシモト∞、シチサンライブなど）では森木のアホを逆手に取った企画（アホの森木クイズなど）が催されることが多々ある。また井本曰く「ボケと森木のコンビ」であるという。
先輩芸人にタメ口をきいてしまうことがある。井本を通じてダウンタウンの浜田とゴルフに行った際、浜田がショットを打ったら「お前いいショットするなぁ」と発言。
2019年7月7日、コンビ揃って一般女性との結婚を発表した（重岡は再婚である）。2020年1月2日には第一子が誕生した。

### 元メンバー
ヤスタケ（やすたけ、1979年3月16日（46歳） - ）
2016年5月加入、2018年3月脱退。東京NSC8期生。
ラフコン加入以前はピン芸人「ヤスタケコレクション」、トリオ「ちんぺい」として活動していた。
ラフコン脱退後は吉本興業を退社し、フリーで活動を継続している。現在は主にYouTuberカジサックのチャンネル「カジサックの部屋」のカメラマンとして活動中。
2022年6月30日、YouTubeチャンネル「カジサックの部屋」にて元モーニング娘。で女優の新垣里沙と結婚した事を報告した。

## 概要
- 重岡が森木を誘う形でコンビ「ラフ・コントロール」を結成[1]。コンビ名は「笑い（Laugh）をコントロールする」という意味で名づけられた[1]。
- コンビ時代の担当は重岡がボケ、森木がツッコミだが重岡や周囲の芸人曰く「重岡がボケ、森木がバカ担当」だという。
- これまで重岡は、森木に対して一度も怒ったことがない。重岡いわく「可愛い可愛いって育てたら化け物になった」。逆にワガママを言うのは森木とのこと（2008年10月2日 NON STYLEの60分）。しかし一度だけ、森木が重岡に殴りかかり、その時条件反射的に反撃した重岡が腹にパンチを入れたことがある。その際に森木の肋骨にヒビが入ったが、すぐに治った。ちなみに、検査の際に行った病院で、森木は医師に「肋骨はいいけど、それよりも君は脳のシワが少なすぎる」と言われたらしい。
- M-1グランプリでは2007年から2009年まで準決勝進出。キングオブコントでも2010年に準決勝に進出している。
- 2019年現在、ルミネtheよしもと、ヨシモト∞ホールなどの劇場やテレビ番組の出演、また『水曜日のダウンタウン』などの番組の前説などで活動している[11]。
- 主に漫才を行っているが、単独ライブなどではコントも行っている[2]。
- 2016年5月、東京NSC8期生のヤスタケ（元ちんぺい）をメンバーに迎え、「ラフコン」に改名し、トリオとなった。[12]2018年3月、ヤスタケが脱退し、「ラフコン」は解散。同時に重岡と森木のコンビに戻り、「ラフ・コントロール」を再結成した。もともと、トリオになった際に「1年で結果を出す、出なければやめる」と決めていたそうで、それを受けてメンバー間で話し合った結果ヤスタケの脱退が決まったという[13]。
- 重岡が少年鑑別所に入所していた際、同部屋にバッドボーイズの佐田正樹が同じく入所していた。その甲斐もあり、現在も公私ともに仲が良く、佐田のYoutubeチャンネルにも登場する。

## 出囃子
A flood of circle「Human License」

## 出演番組
「ラフ・コントロール」としての出演
- 爆笑オンエアバトル（NHK総合）戦績7勝3敗 最高481KB
- ゼベック・オンライン （MXTV、2004年11月8日）
- 出張!レッドカーペット（フジテレビ系、2008年8月11日）キャッチコピーは「この笑い 制御不能」 ノンスモーキン、サイクロンZと共に爆笑レッドカーペット出演権を獲得した。
- 爆笑レッドカーペット（フジテレビ、2008年8月13日初出演）キャッチコピーは「この笑い 制御不能」
- 新春ゴールデンピンクカーペットSP（フジテレビ、2009年1月1日）キャッチコピーは「この笑い 制御不能」
- やりすぎコージー（テレビ東京、2008年2月2日）
- よしもとオンライン
- フジケン（EXエンタテイメント）
- お笑い登龍門（フジテレビ、2005年4月18日）
- キャナガワ（テレビ神奈川）
- みちのくインパルス（秋田テレビ）
- MMM（日本テレビ、2008年9月1日）
- 億万笑者!〜S-1バトルへの道〜（日本テレビ、2009年12月7日）
- ココリコミリオン家族（テレビ東京、2008年7月8日、7月15日、8月17日、11月11日）
- ニューカマーズ（フジテレビ、2008年8月11日）
- 雨上がり決死隊のトーク番組アメトーーク!（テレビ朝日、2017年5月18日、2017年9月10日）「高校ダブり芸人」（森木のみ）、「定時制高校芸人」（森木・重岡）
- U・LA・LA@7（TOKYO MX、2008年11月4日）「よしもとうららちゃん」コーナー
- ジャイケルマクソン（毎日放送、2009年3月11日）
- あらびき団（TBS、2009年4月29日）
- しりすぎちゃん（日本テレビ、2009年7月18日）重岡のみ
- エンタの神様 未公開ネタ大連発SP!!（日本テレビ）- 2010年3月6日 キャッチコピーは「笑いの歓声塔」
- 浜ちゃんが!（読売テレビ、2010年7月15日、 2015年10月14日、2018年3月14日‐3月28日）
- フットンダ（日本テレビ、2010年8月15日）
- 人志松本の○○な話（フジテレビ、2011年1月14日）重岡のみ
- 有田チルドレン（TBS、2015年5月19日）
- サガラとキヨトの乃木坂ぷぷぷ（テレビ埼玉、2015年11月8日)ほかゲスト出演多数。
- 街録ch〜あなたの人生、教えて下さい〜（YouTube番組、2021年）

「ラフコン」としての出演
- 浜ちゃんが!（読売テレビ、2016年6月1日）
- ナカイの窓（日本テレビ、2016年12月7日）森木のみ

## 単独ライブ
「ラフ・コントロール」時代
- 2007年08月26日‐ 単独ライブ『陰・陽』新宿シアターモリエール
- 2008年02月23日‐ 単独ライブ『セカンド』新宿シアターモリエール
- 2008年07月26日‐ 単独ライブ『なつもりき』新宿ルミネtheよしもと
- 2009年04月28日‐ 単独ライブ『攻～熊本出身、東京芸人、大阪へ～』大阪∞ホール
- 2009年10月11日‐ 単独ライブ『あきもりき』新宿ルミネtheよしもと
- 2010年09月25日‐ 単独ライブ『もりきの日』新宿ルミネtheよしもと